# 2002 au Maroc
Chronologie du Maroc
- 1998
- 1999
- 2000
- 2001
- 2002
- 2003
- 2004
- 2005
- 2006

Cet article présente les faits marquants de l'année 2002 au Maroc ou relatifs au Maroc.

## Événements
- 7 avril : plus d'un million de personnes sont rassemblées lors d'une manifestation de soutien à la Palestine à Rabat[1].
- 11 au juillet : Crise de l'îlot Persil entre le Maroc et l'Espagne
- 27 septembre : Élections législatives marocaines de 2002. 35 femmes sont élues alors que les islamistes du Parti de la justice et du développement (PJD) remportent 41 sièges et deviennent la première force d’opposition du pays[1].
- Novembre : le nouveau Premier ministre marocain, Driss Jettou, présente son programme de gouvernement[2].